# José Gabriel Carrizo
José Gabriel Carrizo Jaén (Penonomé, 25 de junio de 1983) es un abogado y político panameño. Fue vicepresidente de la República Panamá entre el 1 de julio de 2019 y el 30 de junio de 2024. Carrizo es miembro del Partido Revolucionario Democrático desde 2007.  

## Biografía

### Primeros años
Nació en Ciudad de Panamá el 25 de junio de 1983, pero fue criado con sus padres y dos hermanos en Penonomé, donde realizó sus primeros estudios y luego en el año 2000, ingresó a la Universidad Católica Santa María La Antigua (USMA), donde obtuvo la licenciatura en Derecho y Ciencias políticas. Durante su vida universitaria fue elegido presidente de la asociación de estudiantes de la Usma.

### Vida profesional
Al terminar sus estudios, empezó a ejercer como abogado y en el 2005 fundó junto con otros colegas, la firma forense C&A abogados, además participa de varias empresas familiares ligadas a los sectores de la construcción y la ganadería, Constructora Grupo Gali en 2007 y Ganadera Jaén en el 2008.

## Trayectoria política
Inició su carrera política en el 2007, al inscribirse en el Partido Revolucionario Democrático para acompañar a Cortizo en sus primeras aspiraciones como precandidato presidencial.[cita requerida] Años después, fue elegido delegado al congreso de su partido en 2012 y 2016, y tras las elecciones primarias del 2013, volvió a acompañar a Cortizo en la campaña del siguiente año del candidato presidencial Juan Carlos Navarro.
Desde el 2016, Carrizo participó en el movimiento Uniendo Fuerzas, que acompañó a Cortizo en sus nuevas aspiraciones políticas, primero como candidato en las elecciones primarias, que ganó en 2018 y luego, como candidato a la presidencia de la República. [cita requerida]
Coordinó la campaña presidencial de Laurentino Cortizo, candidato del Partido Revolucionario Democrático, quien lo postuló a la directiva del partido como su compañero de fórmula el 3 de febrero de 2019.
José Carrizo acompañó a Cortizo en la campaña presidencial desde que comenzó el 4 de marzo. El 5 de mayo de 2019, el candidato Laurentino Cortizo ganó la presidencia de Panamá para el quinquenio 2019-2024, por lo que Carrizo fue elegido vicepresidente.

## Vida privada
Se casó con Julieta Spiegel, con quien tuvo tres hijos.